# Crinodes atriolata
Crinodes atriolata är en fjärilsart som beskrevs av William Schaus 1901. Crinodes atriolata ingår i släktet Crinodes och familjen tandspinnare. Inga underarter finns listade i Catalogue of Life.